# Lingua vivente
Una lingua è detta vivente quando esistono ancora delle persone che la adoperano come lingua madre. L'opposto di questo termine è lingua morta.
Le lingue viventi sono utilizzate per la comunicazione tra persone.
Il loro impiego è naturalmente sviluppato per l'educazione (i genitori insegnano al più presto ai loro bambini la lingua che parlano).
Inoltre è spesso favorito l'insegnamento delle lingue viventi diverse dalla lingua madre per lo sviluppo dei commerci con le altre culture. Nell'Europa antica, il latino era utilizzato come lingua di scambi culturali e commerciali nell'intero impero romano.